# لي إرفين (كاتب)
لي إرفين (بالإنجليزية: Lee Erwin)‏ هو كاتب سيناريو أمريكي، ولد في 12 سبتمبر 1906 في أدا في الولايات المتحدة، وتوفي في 4 يونيو 1972 في لوس أنجلوس في الولايات المتحدة.

## وصلات خارجية
- لي إرفين على موقع IMDb (الإنجليزية)
- لي إرفين على موقع ألو سيني (الفرنسية)
- لي إرفين على موقع قاعدة بيانات الفيلم (الإنجليزية)
- لي إرفين على موقع كينوبويسك (الروسية)